# USS LST-1104
El USS LST-1104 fue un buque de desembarco de tanques clase LST-542 de la Armada de los Estados Unidos. Fue puesto en grada el 1 de diciembre de 1944 por Missouri Valley Bridge & Iron Co. en Evansville, Indiana. Fue botado el 17 de enero de 1945 siendo amadrinado por Walter G. Koch; y fue puesto en servicio el 8 de febrero de ese mismo año a cargo del teniente de la Naval Reserve John F. Kelly.
En las postrimerías de la Segunda Guerra Mundial, el LST-1104 recibió destino en el Teatro Asiático-Pacífico, participando del asalto y ocupación de Okinawa en junio de 1945. Tras el fin del conflicto, permaneció en el Extremo Oriente asistiendo la ocupación. Estuvo en China hasta principios de abril de 1946. Tres meses después, la Armada dio la baja al LST-1104, concretamente, el 8 de julio de 1946. El 28 de abril de 1947, fue vendido a Quarterman Corp. y, el 22 de mayo de ese mismo año, su nombre fue removido de la lista naval. El LST-1104 había recibido una estrella de batalla por su servicio en la guerra.
Durante el breve período de servicio en Quarterman Corp., el LST-1104 recibió el nombre de «Samba». En 1947 y 1948, la República Argentina compró una partida de catorce naves clase LST-542 para su Armada, entre ellas, el ex-LST-1104, que adquirió la designación «BDT N.º 12». Prestó servicio en la marina de guerra argentina hasta su baja definitiva en 1956.